# Hoenn
Hoenn är en fiktiv plats för Pokémon som förekommer i TV-spelen, TV-serierna och filmerna. Hoenn är en plats där den tredje generationens Pokémon lever.

## Geografi
Hoenn är en ö sydväst om Kanto och Johto.

## Platser

### Städer

#### Littleroot Town
Det är en liten stad med bara tre byggnader, men den är viktig i spelen Pokémon Emerald, Pokémon Ruby och Pokémon Sapphire eftersom det är här som spelaren, Professor Birch och spelarens rival bor.

#### Oldale Town
Oldale Town är den andra staden som spelaren kommer till i Pokémon Emerald, Pokémon Ruby och Pokémon Sapphire. Det är också första stället där det finns ett Pokémart och ett Pokémon Center.

#### Petalburg City
I Petalburg City finns det första gymmet spelaren kommer till, gymledaren där är spelarens "pappa". Dock kan man inte möta tränarna i gymmet direkt, för spelarens "pappa" säger åt en att komma tillbaka när man har fått fyra badges. Gymmet har normal-pokémon. Här möter spelaren också Wally, en vän till spelaren, som man ska fånga en Pokémon åt.
- Rustboro City
- Dewford Town
- Slateport City
- Mauville City
- Verdanturf Town
- Lavaridge Town
- Fallarbor Town
- Fortree City
- Lilycove City
- Mossdeep City
- Sootopolis City
- Ever Grande City (Pokémon League)
- Pacifidlog Town

### Geografiska platser
- Petalburg Woods (skog)
- Mt. Chimney (vulkan)
- Mt. Pyre (berg)

## Spelen
- Pokémon Ruby
- Pokémon Sapphire
- Pokémon Emerald